# Curimagua bayano
Curimagua bayano är en spindelart som beskrevs av Forster och Norman I. Platnick 1977. Curimagua bayano ingår i släktet Curimagua och familjen Symphytognathidae.
Artens utbredningsområde är Panama. Inga underarter finns listade i Catalogue of Life.